# Apollo 10½
Pour les articles homonymes, voir Apollo et Apollo 10.
Pour plus de détails, voir Fiche technique et Distribution.
Apollo 10½ : Les fusées de mon enfance (Apollo 10½: A Space Age Childhood) est un film d'animation américain réalisé par Richard Linklater et sorti en 2022. Le cinéaste a ici recours à la technique de la rotoscopie, qu'il avait utilisée pour Waking Life (2001) et A Scanner Darkly (2006). Le film a ainsi été tourné en prise de vues réelles avant que les images soient animées via la rotoscopie.
Le film est présenté en avant-première au festival South by Southwest avant sa diffusion mondiale sur Netflix. L'histoire se déroule durant la mission Apollo 11 et explore l'impact de l'évènement dans l'imaginaire des enfants.

## Synopsis
En juillet 1969, la mission Apollo 11 crée l'évènement dans le monde entier. À Houston, un jeune garçon suit également l'évolution du voyage des astronautes vers la Lune et s'imagine lui aussi vivre des aventures intergalactiques.

## Fiche technique
Sauf indication contraire, les informations mentionnées dans cette section peuvent être confirmées par la base de données cinématographiques IMDb,  présente dans la section « Liens externes ».
- Titre original : Apollo 10½: A Space Age Childhood
- Titre français : Apollo 10½ : Les fusées de mon enfance
- Réalisation et scénario : Richard Linklater
- Musique : n/a
- Direction artistique : Rodney Becker et Corey Sweazen
- Décors : Bruce Curtis
- Costumes : Kari Perkins
- Photographie : Shane F. Kelly
- Montage : Sandra Adair
- Production : Mike Blizzard, Tommy Pallotta, Femke Wolting, Bruno Felix et Richard Linklater
- Sociétés de production : Netflix Animation, Minnow Mountain et Submarine
- Société de distribution : Netflix
- Budget : n/a
- Pays de production :  États-Unis
- Langue originale : anglais
- Format : couleur
- Genre : science-fiction, aventures, récit initiatique, animation
- Durée : 98 minutes
- Dates de sortie[1] :
  - États-Unis : 13 mars 2022 (festival South by Southwest)
  - Monde : 1er avril 2022 (sur Netflix)
- Classification[2] :
  - États-Unis : PG-13

## Distribution

### Voix originales
| - Milo Coy : Stanley - Jack Black : Stanley adulte - Glen Powell : Bostick - Zachary Levi : Kranz - Josh Wiggins (en) : Steve - Lee Eddy (en) : la mère - Bill Wise (en) : le père - Natalie L'Amoreaux : Vicky - Jessica Brynn Cohen : Jana - Sam Chipman : Greg - Danielle Guilbot : Stephanie - Natalie Joy : la professeur de musique | - Chris Olson : le principal Cowan - Larry Jack Dotson : le grand-père - Holt Boggs : Sam the Rocket Man - Reese Armstrong : Tony - Neil Armstrong, Michael Collins, John F. Kennedy, Buzz Aldrin, Dick Cavett, Johnny Cash, Janis Joplin, Arthur C. Clarke, Davy Jones, Michael Nesmith, Micky Dolenz, Joni Mitchell, Walter Cronkite, Richard Nixon, Eric Sevareid : eux-mêmes (images d'archives) |

### Voix françaises
- Adrien Jousse : Stanley
- Christophe Lemoine : Stanley adulte
- Damien Ferrette : Bostick
- Bruno Paviot : le père
- Laëtitia Lefebvre : la mère
- Tanguy Goasdoué : Kranz
- Gaspar Bellegarde : Greg
- Camille Timmerman : Vicky
- Sébastien Ossard : le contrôleur de mission
- Hubert Drac : Walter Cronkite
- Anthony Carter : Neil Armstrong et John F. Kennedy
- Laurent Morteau, Jérôme Keen, Michaël Aragones, Marie-Madeleine Burguet, Paul Bertin-Hugault, Thierry Jahn, Michel Bompoil, Laure Sagols, Lila Lacombe, Pauline Ziadé, Nicolas Pluyaud, Anne Plumet, Mariette West, Jean-Baptiste Artigas, Xavier Béja, Guillaume Bourboulon, Augustin Bonhomme, Alicia Hava, Bianca Tomassian : voix additionnelles

- Version française
  - Studio de doublage : Deluxe Media Paris[4],[5]
  - Direction artistique : Céline Ronté
  - Adaptation : Brice Gueret

## Production
En février 2018, il est annoncé que Richard Linklater va mettre en scène un nouveau film basé sur un scénario qu'il a lui-même écrit. En juillet 2020, Glen Powell, Jack Black, Zachary Levi, Josh Wiggins (en), Milo Coy, Lee Eddy (en), Bill Wise (en), Natalie L'Amoreaux, Jessica Brynn Cohen, Sam Chipman ou encore Danielle Guilbot sont annoncés dans le film, qui sera distribué par Netflix.
Le tournage débute en février dans les Troublemaker Studios de Robert Rodriguez à Austin au Texas. Les prises de vues s'achève le mois suivant,,,.
Comme pour ses précédents films Waking Life (2001) et A Scanner Darkly (2006), Richard Linklater utilise ici la technique de la rotoscopie pour recouvrir de dessins les images tournées en prise de vues réelles. Le réalisateur passe ensuite beaucoup de temps sur le montage durant la pandémie de Covid-19

## Sortie
Le film est présenté en avant-première au festival South by Southwest le 13 mars 2022, avant sa diffusion mondiale sur Netflix dès le 1er avril 2022.